# John Kim Son-tae
John Kim Son-tae (ur. 15 września 1961 w Yeosan-myeon) – koreański duchowny katolicki, biskup Jeonju od 2017.

## Życiorys

### Prezbiterat
Święcenia kapłańskie otrzymał 20 stycznia 1989 i został inkardynowany do diecezji Jeonju. Pracował głównie jako duszpasterz parafialny, a w latach 1997–2003 oraz 2006–2009 kierował diecezjalnym instytutem katechetycznym.

### Episkopat
14 marca 2017 papież Franciszek minował go biskupem ordynariuszem diecezji Jeonju. Sakry udzielił mu 13 maja 2017 biskup Vincent Ri Pyung-ho.